# Blaž Höfel
Blaž Höfel (rojen kot Blasius Höfel), avstrijski rezbar, pedagog in izumitelj, * 27. maj 1792, Dunaj, † 17. september 1863, Aigen pri Solnogradu (danes del Solnograda)

## Življenjepis
Blaž Höfel se je rodil na Dunaju 27. maja 1792. 
Študiral je risanje in slikanje od 1805 na Akademiji za likovno umetnost na Dunaju  pri Hubertu Maurerju (1738-1818). 
Pri Kvirinu Marku (1753-1811) si je prisvojil črtkanje z dolbilnim dletom in pikčasto tehniko. Od 1807 se je posvetil miniaturnemu pleskarstvu, zlasti pa bakroreštvu, tj. izdelovanju bakrorezov.
Od 1820 do 1837 je predaval risanje na Vojaški akademiji v Dunajskem Novem mestu. Tam je 1834 ustanovil ksilografsko umetniško šolo. Blaž Höfel je vodil kovinsko pisanje (metalografijo) in je postal znan kot rezbar portretov in ilustrator časopisov. 
Na študijskem izletu po Nemčiji se je srečal z Friedrich Wilhelm Gubitz-om; odtlej se je ukvarjal z različnimi načini lesorezov.  
| Nemški izvirnik | Slovenski prevod |
| --- | --- |
| 1840 erfand Höfel die Strichätzung, ein Verfahren, das ermöglicht, Metallplatten stufenweise so tief zu ätzen, dass eine Druckform entsteht, bei der die druckenden Teile erhaben stehen bleiben. | Leta 1840 je Höfel izumil črtkasto jedkanje, postopek, ki omogoča postopno jedkanje kovinskih plošč, da nastane tiskarska oblika, v kateri ostanejo deli za tiskanje dvignjeni. |

To je omogočilo jasno in razločno tiskanje najrazličnejših predlog, in je uporabljeno tudi pri tiskanju priložene podobe papeža Pija IX.

## Dela

### Podoba Ludwiga van Beethovna
Njegovo najznamenitejše delo je portret Beethovna, s katerim se je tudi osebno poznal. Höflov bakrorez je izdelala založniška družba Artaria 1814 na temelju risbe, ki jo je napravil Louis-René Letronne.

### Predstavitev podobe papeža Pija IX.
Najznamenitejšega takratnega bakrorezca so lahko spoznali tudi Slovenci.
| Nekdanje besedilo | Današnje besedilo |
| --- | --- |
| Današnjimu listu perdenemo obraz sedajniga svetiga očeta Papeža, ki smo jo po nar boljši podobšini od nar imenitnišiga Dunajskiga mojstra, gosp. Blažeta Höfelna, nalaš za Novice napraviti dali. Nadjamo se, de bomo s tem lepim darilam vsim prejemnikom Novic zlo vstregli, kér slava Pija IX. se po celim katoljškim sveti razlega. Sveti oče Papež so v resnici terdna skala, na ktero se katoljška cerkev vpira, pa so tudi moder vladár Rimske deržave. Veličastne besede so, ki so jih sveti Oče pri nastopu svojiga vladarstva govorili, rekoč: »Moje ljudstvo sme pravice in milosti od mene pričakovati, zakaj moje edino vodilo je tale knjiga« - in pri teh besedah so položili roko na – sveti evangelij! Vredništvo | Današnjemu listu prilagamo portret sedanjega svetega očeta papeža, ki smo ga dali napraviti nalašč za Novice po najboljši podobi od najimenitnejšega dunajskega mojstra, gospoda Blaža Höfla. Nadejamo se, da bomo s tem lepim darilom vsem prejemnikom Novic zelo ustregli, kajti slava Pija IX. se razlega po celem katoliškem svetu. Sveti oče papež so v resnici trdna skala, na kateri temelji katoliška Cerkev; obenem so tudi moder vladar Rimske države. Veličastne so tiste besede, ki so jih izgovorili sveti oče pri nastopu svojega vladanja rekoč: »Moje ljudstvo sme pričakovati od mene pravice in milosti, zakaj moje edino vodilo je tale knjiga« - in so pri teh besedah položili roko na – sveti evangelij! Uredništvo |

## Smrt in spomin
Höfel je umrl v Aigenu pri Solnogradu - ki je danes JV solnograška mestna četrt; star je bil 71 let.

### Poimenovanja
Po njem se imenuje danes ulica Höfelgasse v mestni četrti Salzburg-Parsch, ki leži takoj nad Aigenom. 